# Беркелланд
Беркелланд (нід. Berkelland, нід. вимова: [ˈbɛrkəlɑnt] ( прослухати)) — муніципалітет у Нідерландах, у провінції Гелдерланд. Був утворений 1 січня 2005 року шляхом об'єднання колишніх муніципалітетів Боркюло, Ейберген, Неде та Рюрло. Новий муніципалітет отримав назву похідну від назви річки Беркель, що протікає його землями.

## Населені пункти муніципалітету
Міста
- Боркюло
- Ейберген
- Неде

Села
- Белтрюм
- Гарло
- Гестерен
- Гелселар
- Нордейк
- Реккен
- Рітмолен
- Рюрло

## Визначні уродженці
- Менно тер Браак (1902 в Ейбергені – 1940) — нідерландський письменник-модерніст

## Клімат
| Клімат Ейберген (середні дані за 1991−2020, екстремуми за період з 1989 року) | Клімат Ейберген (середні дані за 1991−2020, екстремуми за період з 1989 року) | Клімат Ейберген (середні дані за 1991−2020, екстремуми за період з 1989 року) | Клімат Ейберген (середні дані за 1991−2020, екстремуми за період з 1989 року) | Клімат Ейберген (середні дані за 1991−2020, екстремуми за період з 1989 року) | Клімат Ейберген (середні дані за 1991−2020, екстремуми за період з 1989 року) | Клімат Ейберген (середні дані за 1991−2020, екстремуми за період з 1989 року) | Клімат Ейберген (середні дані за 1991−2020, екстремуми за період з 1989 року) | Клімат Ейберген (середні дані за 1991−2020, екстремуми за період з 1989 року) | Клімат Ейберген (середні дані за 1991−2020, екстремуми за період з 1989 року) | Клімат Ейберген (середні дані за 1991−2020, екстремуми за період з 1989 року) | Клімат Ейберген (середні дані за 1991−2020, екстремуми за період з 1989 року) | Клімат Ейберген (середні дані за 1991−2020, екстремуми за період з 1989 року) | Клімат Ейберген (середні дані за 1991−2020, екстремуми за період з 1989 року) |
| Показник                                                                      | Січ.                                                                          | Лют.                                                                          | Бер.                                                                          | Квіт.                                                                         | Трав.                                                                         | Черв.                                                                         | Лип.                                                                          | Серп.                                                                         | Вер.                                                                          | Жовт.                                                                         | Лист.                                                                         | Груд.                                                                         | Рік                                                                           |
| Абсолютний максимум, °C                                                       | 15,0                                                                          | 19,4                                                                          | 23,9                                                                          | 27,7                                                                          | 32,4                                                                          | 36,5                                                                          | 40,4                                                                          | 36,6                                                                          | 33,4                                                                          | 27,7                                                                          | 19,8                                                                          | 15,1                                                                          |                                                                               |
| Середній максимум, °C                                                         | 5,3                                                                           | 6,4                                                                           | 10,1                                                                          | 14,8                                                                          | 18,7                                                                          | 21,4                                                                          | 23,5                                                                          | 23,1                                                                          | 19,3                                                                          | 14,4                                                                          | 9,3                                                                           | 5,9                                                                           | 14,4                                                                          |
| Середня температура, °C                                                       | 2,8                                                                           | 3,2                                                                           | 5,9                                                                           | 9,4                                                                           | 13,3                                                                          | 16,2                                                                          | 18,1                                                                          | 17,6                                                                          | 14,3                                                                          | 10,4                                                                          | 6,4                                                                           | 3,6                                                                           | 10,1                                                                          |
| Середній мінімум, °C                                                          | 0,0                                                                           | 0,0                                                                           | 1,6                                                                           | 3,5                                                                           | 7,3                                                                           | 10,3                                                                          | 12,4                                                                          | 11,9                                                                          | 9,3                                                                           | 6,5                                                                           | 3,3                                                                           | 0,9                                                                           | 5,6                                                                           |
| Абсолютний мінімум, °C                                                        | −19,6                                                                         | −19,3                                                                         | −17,5                                                                         | −6,9                                                                          | −2,4                                                                          | −0,2                                                                          | 3,6                                                                           | 3,4                                                                           | −0,8                                                                          | −6,4                                                                          | −8,5                                                                          | −14,6                                                                         |                                                                               |
| Середня кількість сонячних годин на місяць                                    | 63,6                                                                          | 89,6                                                                          | 140,0                                                                         | 189,3                                                                         | 213,6                                                                         | 206,5                                                                         | 212,8                                                                         | 194,0                                                                         | 154,4                                                                         | 119,4                                                                         | 71,4                                                                          | 54,6                                                                          | 1709,2                                                                        |
| Норма опадів, мм                                                              | 67.1                                                                          | 55.7                                                                          | 55.3                                                                          | 40.3                                                                          | 55.4                                                                          | 64.2                                                                          | 80.5                                                                          | 84.8                                                                          | 67.1                                                                          | 64.7                                                                          | 63.6                                                                          | 76.3                                                                          | 775.0                                                                         |
| Вологість повітря, %                                                          | 88.5                                                                          | 85.4                                                                          | 80.8                                                                          | 75.2                                                                          | 74.2                                                                          | 75.7                                                                          | 77.4                                                                          | 80.0                                                                          | 84.7                                                                          | 87.5                                                                          | 90.7                                                                          | 90.4                                                                          | 82.5                                                                          |
| ----------------------------------------------------------------------------- | ----------------------------------------------------------------------------- | ----------------------------------------------------------------------------- | ----------------------------------------------------------------------------- | ----------------------------------------------------------------------------- | ----------------------------------------------------------------------------- | ----------------------------------------------------------------------------- | ----------------------------------------------------------------------------- | ----------------------------------------------------------------------------- | ----------------------------------------------------------------------------- | ----------------------------------------------------------------------------- | ----------------------------------------------------------------------------- | ----------------------------------------------------------------------------- | ----------------------------------------------------------------------------- |
| Джерело: Королівський нідерландський інститут метеорології                    |                                                                               |                                                                               |                                                                               |                                                                               |                                                                               |                                                                               |                                                                               |                                                                               |                                                                               |                                                                               |                                                                               |                                                                               |                                                                               |

## Галерея

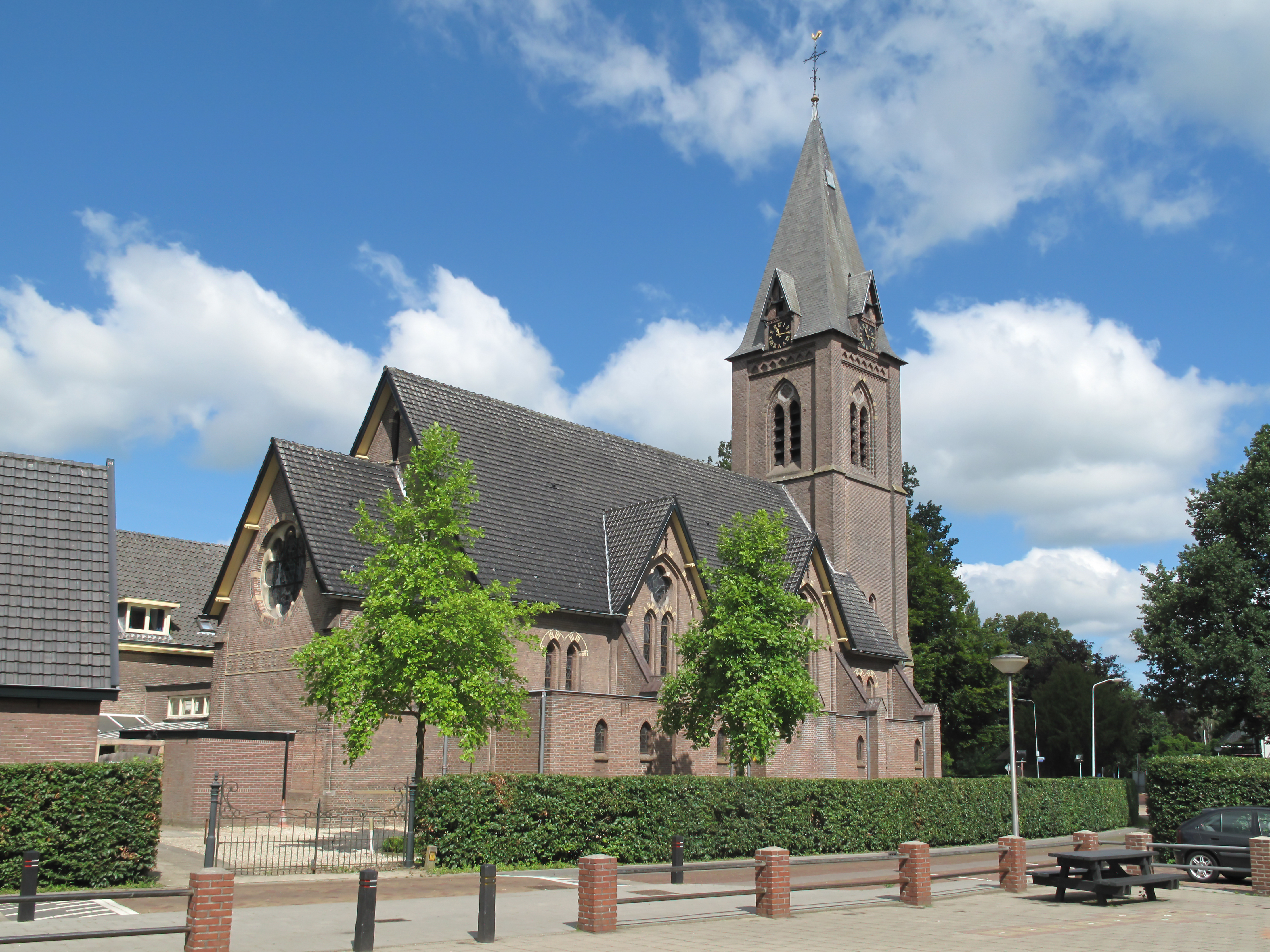
Церква в Рюрло
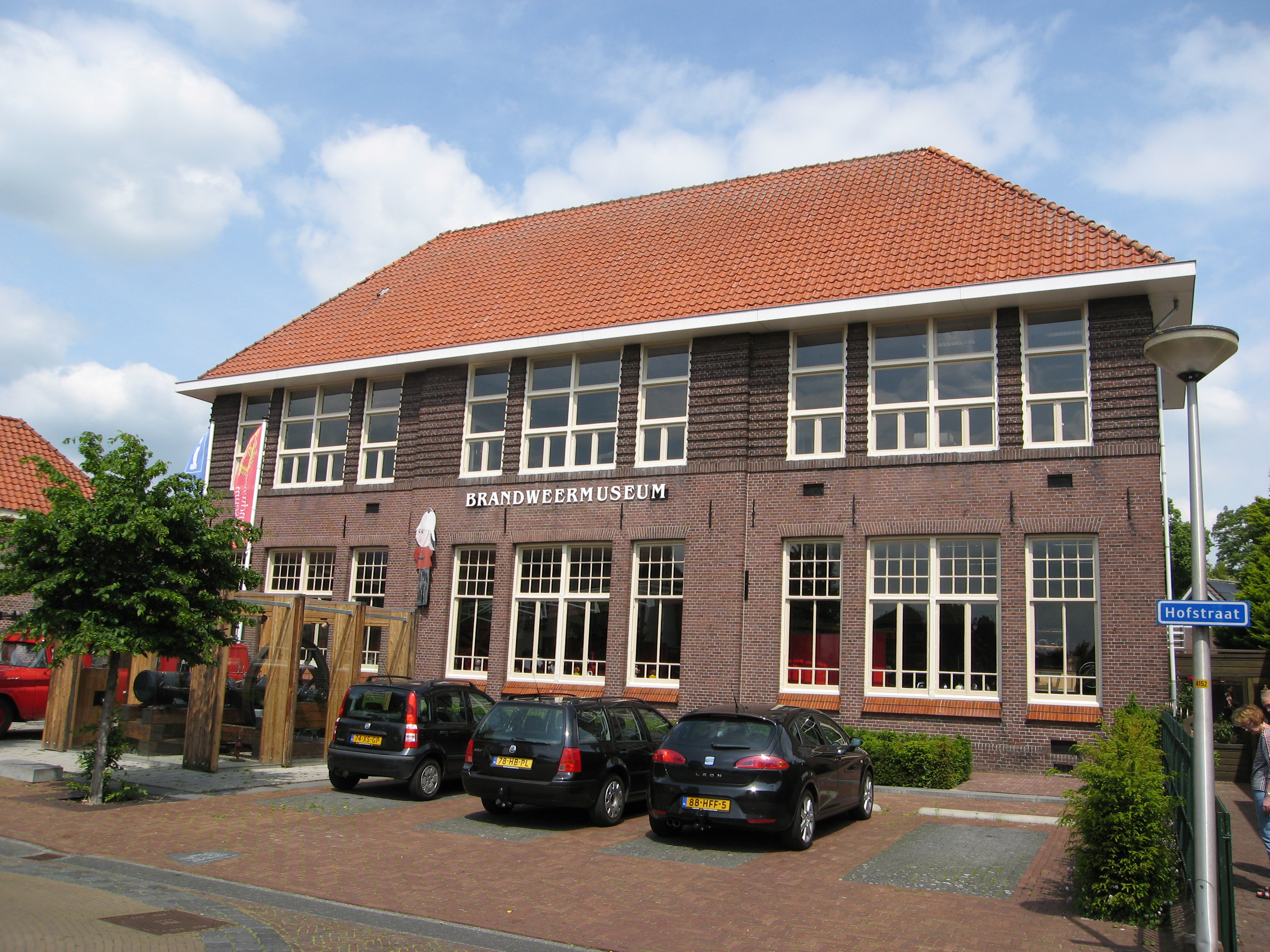
Музей у Боркюло
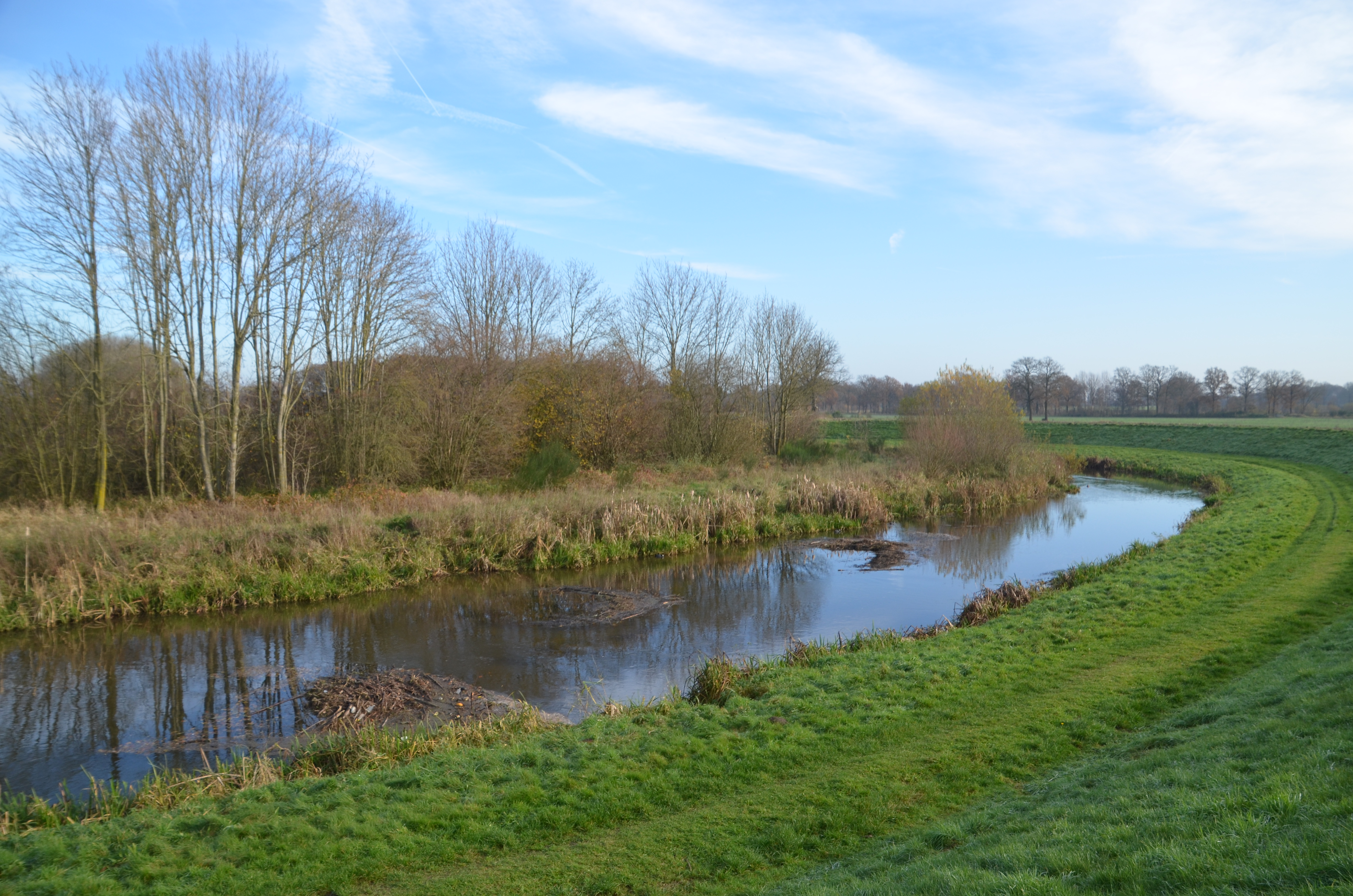
Течія річки Беркель
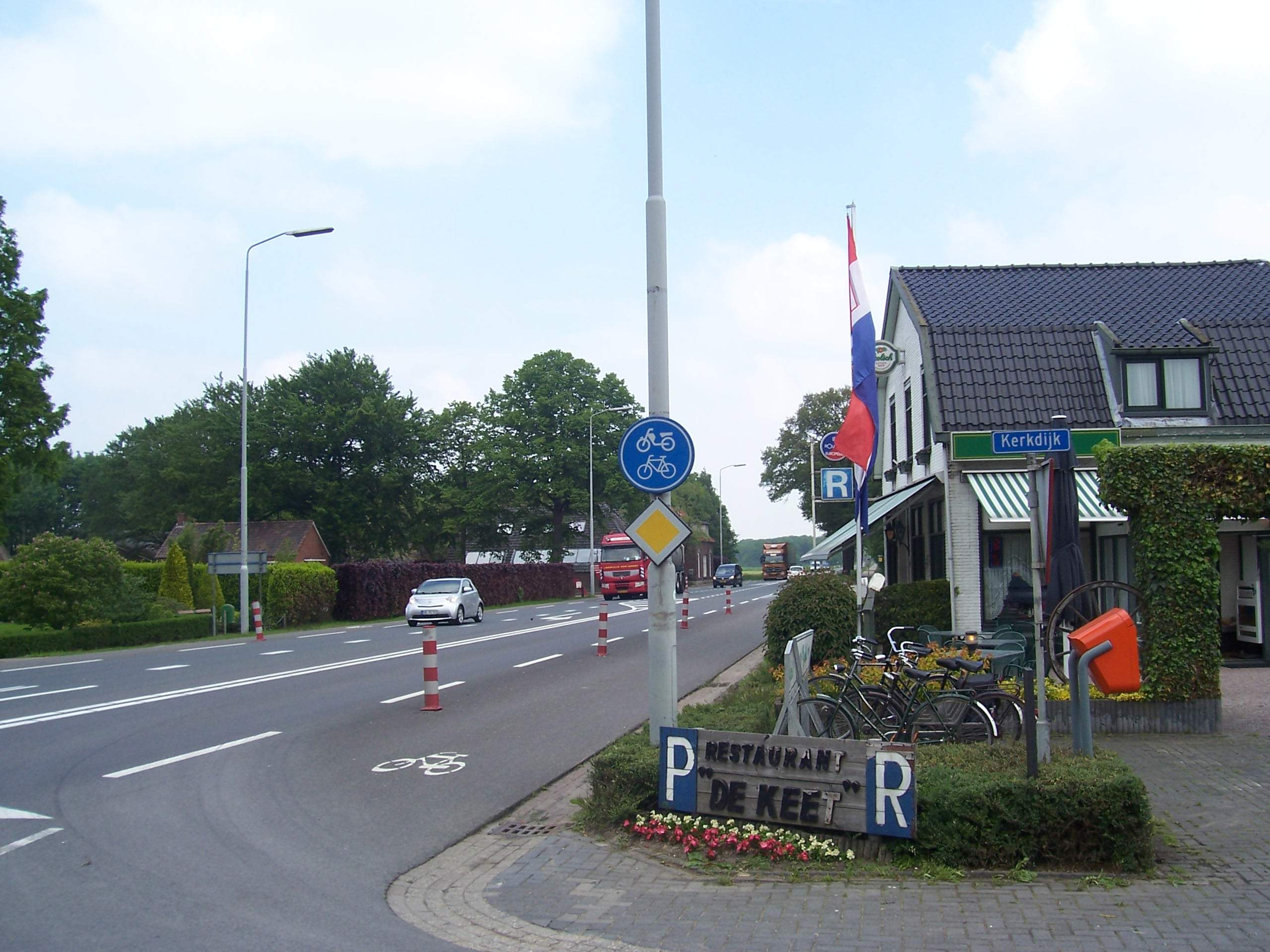
Ейберген